# Plocamiancora arndti
Plocamiancora arndti är en svampdjursart som beskrevs av Alander 1942. Plocamiancora arndti ingår i släktet Plocamiancora och familjen Myxillidae. Arten är reproducerande i Sverige. Inga underarter finns listade i Catalogue of Life.